# Hydrocanthus levigatus
Hydrocanthus levigatus är en skalbaggsart som först beskrevs av Gaspard Auguste Brullé 1838.  Hydrocanthus levigatus ingår i släktet Hydrocanthus och familjen grävdykare. Inga underarter finns listade i Catalogue of Life.